# 1936 en cyclisme
| Années du cyclisme : 1933 - 1934 - 1935 - 1936 - 1937 - 1938 - 1939    |
| Décennies du cyclisme : 1900 - 1910 - 1920 - 1930 - 1940 - 1950 - 1960 |

Les faits marquants de l'année 1936 en cyclisme.

## Par mois

### Février
- 25 février : le Français Alfred Weck gagne le Grand Prix de Cannes.

### Mars
- 19 mars : l'Italien Angelo Varetto gagne Milan-San Remo.
- 22 mars : le Français Maurice Archambaud gagne Paris-Nice.
- 29 mars : le Français Paul Chocque gagne le Critérium national de la route.

### Avril
- 5 avril : le Belge Louis Hardiquest gagne le tour des Flandres.
- 5 avril : 1re manche du championnat d'Italie sur route, l'Italien Giovanni Cazzulani gagne le Tour de Toscane.
- 5 avril : l'Italien Cesare Del Cancia gagne Milan-Turin.
- 10 avril : le Belge Albert Beckaert gagne Liège-Bastogne-Liège.
- 12 avril le Belge Romain Maes est spolié de sa victoire dans Paris-Roubaix au profit du Français Georges Speicher. Profitant d'un sprint serré on donne la victoire au Français pour qu'enfin apparaisse un successeur à André Leducq dernier vainqueur Français en 1928. Les photographes sportifs avaient le droit de se placer au plus près de la ligne d'arrivée pour prendre leurs clichés, c'est pourquoi des photos prises de près prouvent la victoire de Maes.
- 12 avril : l'Espagnol Antonio Escurret gagne le Grand Prix de Pâques. L'épreuve ne reprendra qu'en 1940.
- 12 avril : le Belge Michel D'Hooghe gagne le Tour du Limbourg.
- 13 avril : le Belge Philémon Demeersman gagne la première édition de la Flèche wallonne. Son compatriote Eloi Meulenberg est bien malheureux, alors qu'il s'était dégagé, à 500 mètres de la ligne d'arrivée il est renversé par un motard.
- 19 avril : en réaction d'orgueil, le Belge Eloi Meulenberg gagne Paris-Bruxelles six jours après sa déconvenue à l'arrivée de la Flèche wallonne.
- 26 avril : l'Italien Cesare Del Cancia gagne les Trois vallées varésines.
- 26 avril : le Français André Auville gagne la Polymultipliée.

### Mai
- 1er mai : le Belge Rémy Van Der Steen gagne le Grand Prix Hoboken.
- 3 mai : le Belge Gustave Danneels gagne Paris-Tours pour la deuxième fois.
- 3 mai : 2e manche du championnat d'Italie sur route, l'Italien Giuseppe Olmo gagne le Tour d'Émilie.
- 5 mai : le Suisse Werner Buchwalder gagne le Championnat de Zurich.
- 10 mai : le Belge Emile Decroix gagne le Tour de Belgique.
- 28 mai : le Belge Robert Van Eenaeme gagne Gand-Wevelgem.
- 31 mai : le Belge Gustaaf Deloor gagne le Tour d'Espagne pour la deuxième année d'affilée. L'épreuve ne reprendra qu'en 1941.
- 31 mai : le Français Manuel Garcia gagne le Tour du Doubs.

### Juin
- 1er juin : le Français Marcel Blanchon gagne le Tour de l'Oise dont c'est la première édition.
- 1er juin : le Belge Adolf Braeckeveldt gagne le Grand Prix de Wallonie.
- 7 juin : l'Italien Gino Bartali gagne le Tour d'Italie.
- 8 juin : le Néerlandais Kees Pellenaers devient champion des Pays-Bas sur route.
- 11 juin : l'Espagnol Antonio Prior gagne le Trophée Masferrer. L'épreuve ne reprendra qu'en 1940.
- 14 juin : l'Italien Renato Scorticati gagne le Tour de Vénétie. L'épreuve ne sera pas disputée en 1937 et reprendra en 1938.
- 14 juin : le Suisse Paul Egli conserve son titre de champion de Suisse sur route.
- 14 juin : le Belge Jean Aerts devient champion de Belgique sur route.
- 14 juin : le Français René Le Greves devient champion de France sur route.
- 17 juin : le Britannique Charles Holland gagne la première édition du Manx Trophy.
- 20 juin : le Français Henri Garnier gagne le Tour de Suisse.
- 21 juin : comme l'an dernier l'Espagnol Mariano Canardo gagne le Tour de Catalogne. C'est sa sixième victoire dans cette épreuve. L'épreuve ne reprendra qu'en 1939.
- 21 juin : le Français Paul Choque gagne Bordeaux-Paris.
- 28 juin : l'Espagnol Mariano Canardo est champion d'Espagne sur route pour la quatrième fois. L'épreuve ne sera pas disputée en 1937 et reprendra en 1938.
- 28 juin : le Luxembourgeois Mathias Clemens gagne le Tour de Luxembourg pour la deuxième année d'affilée.
- 28 juin : 3e manche du championnat d'Italie sur route, l'Italien Aldo Bini gagne le Tour du Piémont pour la deuxième année d'affilée.
- 28 juin : le Français Alfred Weck gagne le Grand Prix d'Antibes.

### Juillet
- 7 juillet : départ du Tour de France, l'équipe d'Italie ne participe pas à la course en raison de la crise créée par l'invasion de l’Éthiopie par les troupes italiennes. Le Suisse Paul Egli gagne la 1re étape Paris-Lille, 2e le Français Maurice Archambaud même temps, 3e le Suisse Decimo Bettini à 5 secondes, le peloton est dispersé et l'Espagnol Mariano Canardo 7e à 1 minute 14 secondes remporte le sprint du groupe des favoris où ne figurent pas les Français,  Georges Speicher 22e à 2 minutes 7 secondes, Antonin Magne 30e à 3 minutes 34 secondes et René Vietto 36e à 8 minutes 12 secondes. Vietto cette année dispute le Tour en individuel et pas avec l'équipe de France. L'étape s'est disputée sous un véritable déluge. Egli devient le premier Helvétique à porter le maillot jaune.
- 8 juillet : le Belge Robert Wierinckx gagne la 2e étape du Tour de France Lille-Charleville, 2e le Français Robert Tanneveau même temps, 3eme le Néerlandais Albert Van Schendel à 23 secondes, 4eme le Français Paul Maye à 36 secondes qui remporte le sprint du groupe des favoris où ne figure pas le Suisse Paul Egli 23e à 9 minutes 2 secondes et le Français René Vietto 46e à 10 minutes 10 secondes . Au classement général le Français Maurice Archambaud prend le maillot jaune, 2eme Tanneveau à 50 secondes, 3eme le Belge Gustave Danneels (5eme de l'étape) à 1 minute 42 secondes. Pour la première fois depuis la création du Tour, Henri Desgranges directeur du Tour de France ne pourra pas suivre l'épreuve jusqu'à Paris pour raison médicale. Jacques Goddet le sous directeur dirige la course à sa place.
- 9 juillet : le Luxembourgeois Mathias Clemens gagne la 3e étape du Tour de France Charleville-Metz, 2eme le Belge François Neuville à 35 secondes, 3eme le Français Alphonse Antoine, 4eme le Suisse Paul Egli, 5eme le Luxembourgeois Arsène Mersch, 6e le Français Yvan Marie tous même temps. Suivent d'autres hommes et le Belge Gustave Danneels 23e à 3 minutes 31 secondes remporte le sprint du peloton où se trouvent tous les favoris. Au classement général, Arsène Mersch prend le maillot jaune, 2e Marie à 31 secondes, 3eme le Français Maurice Archambaud à 57 secondes.
- 10 juillet : le Français Maurice Archambaud gagne, au sprint devant un groupe de 7 hommes, la 4e étape du Tour de France Metz-Belfort qui emprunte le Ballon d'Alsace, 2e l'Espagnol Federico Ezquerra même temps, 3e le Belge François Neuville à 18 secondes, 4e le Français Antonin Magne puis le Belge Sylvère Maes tous même temps. Le Luxembourgeois Arsène Mersch 17e à 1 minute 26 secondes termine avec les autres favoris et le Français Yvan Marie 42 eme à 6 minutes 6 secondes quitte le podium. Au classement général Archambaud reprend le maillot jaune, 2eme Mersch à 1 minute 49 secondes, 3eme Sylvère Maes à 3 minutes 37 secondes.
- 11 juillet : le Français René Le Grevès gagne, au sprint devant un groupe de 30 hommes, la 5eme étape du Tour de France Belfort-Evian qui emprunte le col des Rousses, 2e le Belge Robert Wierinckx, 3eme le Belge Gustave Danneels puis les autres favoris sauf le Luxembourgeois Arsène Mersch 36eme à 5 minutes 59 secondes. Au classement général, 1er le Français Maurice Archambaud, 2e le Belge Sylvère Maes à 3 minutes 57 secondes, 3eme Wierinckx à 3 minutes 44 secondes. Il y a repos le 12 juillet.
- 13 juillet : le Belge Eloi Meulenberg gagne, au sprint devant un groupe de 17 coureurs, la 6eme étape du Tour de France Evian-Aix les Bains qui emprunte les cols des Aravis et du Tamié, 2eme le Français Antonin Magne, 3eme le Luxembourgeois Arsène Mersch puis tous les autres favoris sauf le Français René Vietto qui abandonne sur double bris de chaîne. Pas de changement en tête du classement général.
- 14 juillet : le Néerlandais Théo Middelkamp gagne, au sprint devant un groupe de 12 hommes, la 7eme étape du Tour de France Aix les Bains-Grenoble qui emprunte les cols du Télégraphe et du Galibier. C'est la première victoire d'étape d'un Batave sur le Tour, 2eme le Français Maurice Archambaud, 3eme le Français Léon Level puis tous les favoris sauf le Belge Robert Wierinckx 20eme à 4 minutes 33 secondes et son compatriote Romain Maes qui abandonne. Mais on va s'apercevoir qu'un Maes peut en cacher un autre. Au classement général, 1er Archambaud, 2eme le Belge Sylvère Maes à 4 minutes 22 secondes, 3eme le Luxembourgeois Pierre Clemens (5eme de l'étape) à 5 minutes 32 secondes, 4eme le Français Antonin Magne à 5 minutes 57 secondes.
- 15 juillet : le Français Jean Marie Goasmat gagne en solitaire la 8eme étape du Tour de France Grenoble-Briançon qui emprunte la côte de Laffrey et le col Bayard, 2eme le Français Pierre Cloarec à 4 minutes 6 secondes, 3eme le Luxembourgeois Arsène Mersch à 6 minutes 21 secondes, 4eme le Français Antonin Magne, 7eme le Belge Sylvère Maes, 8eme le Luxembourgeois Pierre Clemens tous même temps. Le Belge Félicien Vervaecke arrive 11eme à 6 minutes 39 secondes. Au classement général, Sylvère Maes prend le maillot jaune, 2eme Clemens à 1 minute 10 secondes, 3eme Magne à 1 minute 35 secondes..
- 16 juillet : le Français Léon Level gagne, au sprint devant un groupe de 7 coureurs, la 9eme étape du Tour de France Briançon-Digne qui emprunte les cols de l'Izoard, de Vars et d'Allos, 2eme le Français Louis Thietard, 3eme l'Espagnol Mariano Canardo, 4eme le Belge Sylvère Maes, 5eme le Luxembourgeois Pierre Clemens, 6eme le Belge Félicien Vervaecke, 7eme l'Espagnol Julian Berrendero tous même temps. Victime d'une crevaison le Français Antonin Magne termine 8eme à 57 secondes. Au classement général, 1er Maes, 2eme Clemens à 1 minute 10 secondes, 3eme Magne à 2 minutes 32 secondes. Il y a repos le 17 juillet.
- 18 juillet : le Français Paul Maye gagne, au sprint devant ses 2 compagnons d'échappée, la 10eme étape du Tour de France Digne-Nice, 2eme le Suisse Théo Heimann, 3eme le Belge Albert Hendrick tous même temps, 4eme à 3 minutes 33 secondes le Français René Le Grevès qui remporte le sprint du peloton. Pas de changement en tête du classement général.
- 19 juillet : l'Espagnol Federico Ezquerra gagne en solitaire la 11e étape du Tour de France Nice-Cannes qui emprunte les cols de Braus, de Castillon et la Turbie (la boucle de Sospel), 2eme le Belge Sylvère Maes, à 1 minute 46 secondes, 3eme le Belge Félicien Vervaecke même temps, 4eme le Français Antonin Magne à 2 minutes 16 secondes. Au classement général, 1er Maes, 2eme Vervaecke à 2 minutes 48 secondes, 3eme Magne à 3 minutes 49 secondes. Il y a repos le 20 juillet.
- 19 juillet : l'Espagnol Antonio Montes gagne la Vuelta a los Puertos pour la deuxième année d'affilée. L'épreuve ne reprendra qu'en 1939.
- 21 juillet : le Français René Le Grevès gagne au sprint  la 12eme étape du Tour de France Cannes-Marseille, 2eme le Belge Eloi Meulenberg, 3eme le Français Marcel Quint puis tout le peloton. Pas de changement en tête du classement général.
- 22 juillet : la 1ere demi-étape de la 13e étape du Tour de France Marseille-Nimes est remportée au sprint par le Français René Le Grevès, 2e le Belge Eloi Meulenberg, 3e le Français Paul Maye puis tout le peloton. Pas de changement en tête du classement général.
- La 2eme demi-étape Nimes-Montpellier contre la montre par équipe est remportée par le Belge Sylvère Maes 1er d'arrivée sur la ligne d'arrivée, puisque l'équipe de Belgique arrive 57 secondes avant la France 2eme et 2 minutes 47 secondes avant l'équipe d'Espagne/Luxembourg 3eme. Au classement général grâce au bonification, Maes distance son compatriote Félicien Vervaecke de 3 minutes 33 secondes et le Français Antonin Magne de 6 minutes 16 secondes.
- 23 juillet : la 1ere demi-étape de la 14eme étape du Tour de France Montpellier-Narbonne est remportée au sprint par le Français René Le Grevès, 2eme le Belge Eloi Meulenberg, 3eme le Français Aldo Bertocco puis tout le peloton. Pas de changement en tête du classement général.
- La 2eme demi-étape Narbonne-Perpignan contre la montre par équipe est remportée par le Belge Sylvère Maes 1er Belge sur la ligne d'arrivée, puisque l'équipe de Belgique arrive 23 secondes avant la France 2eme et 1 minute 58 secondes avant l'Espagne/Luxembourg 3eme. Au classement général les bonifications permettent à Maes de creuser le trou devant son compatriote Félicien Vervaecke 2eme à 4 minutes 18 secondes et devant le Français Antonin Magne 3eme à 8 minutes 9 secondes. Il y a repos le 24 juillet.
- 25 juillet : le Français Sauveur Ducazeaux gagne la 15eme étape du Tour de France Perpignan-Luchon qui emprunte la côte de Montlouis et les cols du Puymorens, de Port, de Portet d'Aspet et des Ares, 2eme le Luxembourgeois Arsène Mersch même temps, 3eme le Suisse Léo Amberg à 35 secondes, 4eme le Français Sylvain Marcaillou, 5eme le Belge Sylvère Maes, 6eme le Français Antonin Magne, 7eme le Belge Félicien Vervaecke tous même temps que Amberg. Magne a essayé sans réussite de semer les Belges. Pas de changement en tête du classement général. Il y a repos le 26 juillet.
- 26 juillet : 4e manche du championnat d'Italie sur route, l'Italien Giuseppe Olmo gagne la Coupe M.A.T.E.R. L'épreuve ne sera pas disputée en 1937 et reprendra en 1938.
- 27 juillet : le Belge Sylvère Maes gagne en solitaire la 16e étape du Tour de France Luchon-Pau, qui emprunte les cols de Peyresourde, d'Aspin, du Tourmalet et d'Aubisque, 2eme le Français Léon Level à 8 minutes 39 secondes, 3eme l'Espagnol Mariano Canardo à 8 minutes 55 secondes, 4eme le Français Paul Maye. Le Français Antonin Magne termine 9eme à 13 minutes 39 secondes. Magne perd le Tour sur cette étape pour deux raisons : il a choisi un développement trop gros pour une étape comportant 4 grands cols et, victime d'une crevaison, il n'avait aucun équipier pour l'aider comme en 1934. Isolé Magne se bat tout de même mais vu qu'il a été poussé par les spectateurs son temps inclut 5 minutes de pénalité (en fait il a terminé l'étape en compagnie de Léon Level). Certains disent que l'age de la retraite sonne pour Tonin. Il n'en est rien vu la formidable fin de saison qu'il va accomplir. Henri Desgrandes directeur du Tour de France décidera (un peu tard pour Magne) qu'à partir de l'an prochain les vélos fournis par l'organisation seront équipés de dérailleur. Le Belge Félicien Vervaecke est classé 22eme à 19 minutes 55 secondes à la suite de 11 minutes de pénalisation. Après le bris de son vélo il a emprunté un vélo muni d'un dérailleur, cela lui vaut 10 minutes de pénalisation. Une 11eme minute de pénalisation lui est infligée car il a été ravitaillé par son épouse durant l'étape (en fait il a terminé en compagnie de Mariano Canardo). Au classement général avec en plus les bonifications glanées durant l'étape, Maes possède la confortable avance de 26 minutes 13 secondes sur Magne 2eme et 28 minutes 38 secondes d'avance sur Vervaecke 3eme. Il y a repos le 28 juillet
- 28 juillet : le Belge Marcel Van Schil gagne le Grand Prix de l'Escaut.
- 29 juillet : le Français René Le Grevès gagne au sprint la 17e étape du Tour de France Pau-Bordeaux, 2eme le Belge Eloi Meulenberg, 3eme le Français Paul Paye puis tout le peloton. Pas de changement en tête du classement général.
- 30 juillet : la 1ere demi-étape de la 18eme étape du Tour de France Bordeaux-Saintes est remportée au sprint par le Belge Eloi Meulenberg, 2eme le Français René Le Grevès, 3eme l'Espagnol Julian Berrendero puis tout le peloton. Pas de changement en tête du classement général.
- La 2eme demi-étape contre la montre Saintes-La Rochelle est remportée par le Belge Sylvère Maes 1er Belge sur la ligne d'arrivée puisque l'équipe de Belgique devance de 20 secondes la France 2eme et de 3 minutes 21 secondes l'Espagne/Luxembourg 3eme renforcée par les 2 Néerlandais et le seul Suisse restant encore en course. Au classement général le Belge Sylvère Maes possède 28 minutes 3 secondes d'avance sur le Français Antonin Magne 2eme et 29 minutes 23 secondes sur son compatriote Félicien Vervaecke 3eme. Si Maes avait laissé Vervaecke franchir 1er la ligne d'arrivée, ce dernier avec la bonification du vainqueur d'étape rejoignait Magne au classement général.
- 31 juillet : La 1eme demi-étape de la 19eme étape du Tour de France La Rochelle-La Roche sur Yon est remportée au sprint par le Belge Marcel Kint, 2eme le Français Louis Thiétard, 3eme le Français Sylvain Marcaillou, suivent d'autres hommes intercalés et le Français Paul Maye 19e à 5 minutes 41 secondes remporte le sprint du peloton. Pas de changement en tête du classement général.
- La 2eme demi-étape contre la montre par équipe La Roche sur Yon-Cholet est remportée par le Belge Félicien Vervaecke 1er Belge sur la ligne d'arrivée, puisque l'équipe de Belgique devance de 1 minute 24 secondes l'équipe d'Espagne/Luxembourg 2eme plus 2 Néerlandais et un Suisse et de 1 minute 26 secondes la France 3eme. Au classement général 1er le Belge Sylvère Maes, 2eme grâce aux bonifications Vervaecke à 27 minutes 53 secondes, 3eme le Français Antonin Magne à 29 minutes 29 secondes.
- La 3eme demi-étape Cholet-Angers est remportée, au sprint devant un groupe de 6 hommes, par le Français Paul Maye, 2eme le Français Sauveur Decazeaux, 3eme le Luxembourgeois Matthias Clémens (Frère de Pierre). Trois coureurs sont intercalés et l'Espagnol Mariano Canardo 10e à 4 minutes 14 secondes remporte le sprint du peloton. Pas de changement en tête du classement général.

### Août
- 1er Août : la 1re demi-étape de la 20e étape du Tour de France Angers-Vire est remportée au sprint par le Français René Le Grevès, 2e le Français Louis Thietard, 3e le Français Aldo Bertocco puis tout le peloton. Pas de changement en tête du classement général.
- La 2eme étape contre la montre par équipe Vire-Caen est remportée par le Français Antonin Magne 1er sur la ligne d'arrivée puisque l'équipe France devance de 1 minute 4 secondes la Belgique 2eme, et de 2 minutes 44 secondes l'Espagne/Luxembourg 3eme plus 2 Néerlandais et un suisse. Au classement général 1er le Belge Sylvère Maes, 2eme à 26 minutes 55 secondes Magne qui reprend la secondes place, 3eme le Belge Félicien Vervaecke à 27 minutes 53 secondes.
- 2 août : le Luxembourgeois Arsène Mersch gagne détaché la 21e étape du Tour de France Caen-Paris, 2eme le Luxembourgeois Pierre Clémens à 32 secondes, 3eme l'Espagnol Mariano Canardo à 48 secondes, 4eme le Français Sylvain Marcaillou à 1 minute, 5eme à 1 minute 16 seconde le Belge Eloi Meulenberg qui remporte le sprint du peloton où figurent tous les Favoris. Au classement général final, le Belge Sylvére Maes gagne le Tour de France, 2eme le Français Antonin Magne 2eme à 26 minutes 55 secondes, 3eme le Belge Félicien Vervaecke à 27 minutes 53 secondes. L'Espagnol Julian Berrendero remporte le Grand Prix de la montagne.
- 16 août : l'Italien Rinaldo Gerini gagne le Tour du Latium.
- 16 août le Français Léon Lebon gagne le Grand prix de Fourmies
- 23 août : le Belge Petrus Van Theemsche gagne le Grand Prix de Zottegem.
- 30 août : le Français Lucien Lauk gagne le Circuit de l'Indre.

### Septembre
- 1er septembre : le Belge Sylvain Grysolle gagne la Coupe Sels pour la deuxième année d'affilée.
- 1er septembre : le Français Pierre Cogan gagne le Grand prix de Plouay.
- 5 septembre : à Berne (Suisse) le Suisse Edgar Buchwalder est champion du monde amateur sur route.
- 25 août-6 septembre championnats du monde de cyclisme sur piste à zurich (Suisse). Le Belge Jef Scherens est champion du monde de vitesse professionnelle pour la cinquième fois d'affilée. Le Néerlandais Arie Van Vliet est champion du monde de vitesse amateur.
- 6 septembre : à Berne (Suisse) le Français Antonin Magne devient champion du monde sur route. L'Italien Aldo Bigni est médaille d'argent et le Néerlandais Théo Middelkamp est médaille de bronze.
- 12 septembre : l'Italien Enrico Mollo gagne le Trophée Bernocchi.
- 16 septembre : l'Italien Settimonio Simonini gagne le Tour des Apennins.
- 17 septembre : le Belge Julien Heernaert gagne le Championnat des Flandres.
- 20 septembre : le Français Antonin Magne gagne le Grand Prix des Nations pour la troisième fois d'affilée.
- 27 septembre : l'Italien Aldo Bini gagne Milan-Modène.

### Octobre
- 4 octobre : 5e manche du championnat d'Italie sur route, l'Italien Raffaele Di Paco gagne le Trophée Moschini (Milan_Modène). À l'issue de la course l'Italien Giuseppe Olmo devient champion d'Italie sur route.
- 13 octobre : le Belge Frans Dictus gagne le Grand Prix de clôture.
- 14 octobre : sur le vélodrome Vigorelli à Milan, le Français Maurice Richard bat le record du monde de l'heure en parcourant 45,398 km.
- 18 octobre : le Suisse Emile Stempfli gagne le Grand Prix de Genève.

### Novembre
- 8 novembre : l'Italien Gino Bartali gagne le Tour de Lombardie.
- 9 novembre : le Luxembourgeois Emile Bewing devient champion du Luxembourg sur route.
- 22 novembre : l'Italien Pietro Rimoldi gagne Gênes-Nice.
- cette année le championnat d'Allemagne sur route se dispute aux points sur plusieurs épreuves, l'Allemand Georg Umbenhauer devient champion d'Allemagne sur route. (MERCI DE RENSEIGNER SUR LE NOM DES EPREUVES ET LEURS DATES)

## Championnats

### Principaux champions nationaux sur route
- Belgique : Jean Aerts
- Espagne : Mariano Cañardo
- France : René Le Grevès
- Italie : Giuseppe Olmo
- Luxembourg : Émile Bewing
- Pays-Bas : Kees Pellenaars
- Suisse : Paul Egli

## Principales naissances
- 11 janvier : Mohamed El Gourch, cycliste marocain (†  21 février 2015)
- 15 avril : Raymond Poulidor, cycliste français (†  13 novembre 2019).